# Мютюэлизм
Мютюэли́зм (фр. mutuellisme, от mutuel — «взаимный, совместный») — анархическое направление экономической теории и социальной и политической философии, восходящее к первой половине XIX века, в особенности — к работам Пьера-Жозефа Прудона.

## Мютюэлизм в человеческом обществе
В чисто экономическом плане мютюэлизм означает товарищества без бюрократии, капиталистической логики хозяйствования и прибыли. Кроме того, как финансово-экономическая гипотеза, мютюэлизм означает, что при одинаковой налоговой нагрузке каждый участник был бы готов нести такую нагрузку, при которой все остальные получали бы выгоду.
Также мютюэлизмом называют теорию Прудона.
Мютюэлизм является важной составляющей социального анархизма и развился из практики взаимной помощи среди трудящихся. Возник мютюэлизм в среде объединений рабочих и ремесленников Франции XIX века; объединения именовались большей частью обществами взаимопомощи и были единственной формой легальных объединений трудящихся. Самую большую известность получило основанное в 1827 году в городе Лион объединение ткачей, называвших себя «мютюэлистами» (фр. mutuellistes).
Мелкие ремесленники взяли на себя обязательства поддерживать материально испытывающих трудности товарищей из единой кассы, пополнявшейся в основном за счёт штрафов, а также к обмену производственным опытом и передаче освободившихся станков коллегам по профессии. Кроме того они вели нелегальную борьбу против повышения цен на сырьё и против понижения цен на продукты их труда.
Одним из важных представителей был Пьер-Жозеф Прудон: по его задумке, общество должно быть организовано на основе товарищеских групп свободных индивидов. Основные продукты потребления должны обмениваться на основании ценности труда, вложенного в них. Беспроцентные кредиты должны обмениваться через так называемый «Народный банк» (фр. Banque du Peuple). Целевой группой идей Прудона были крестьяне, ремесленники, люди свободных профессий, специалисты и т. д., то есть люди трудящиеся самостоятельно. Коммунальное управление должно было находиться в руках объединений, а не бюрократов или советов. Позднее, в 1863 году в сочинении «О федеративном принципе» (фр. Du principe fédératif et de la nécessité de reconstituer le parti de la révolution) Прудон пытался противодействовать атомизации товариществ, выступая за федеративную организацию.
Идеи мютюэлизма распространились в XIX столетии во Франции, Англии и США, но не учитывали таких факторов, как крупная промышленность, капитал и классовое расслоение общества. Из мютюэлизма развилось движение товариществ (хотя управляется оно согласно демократическо-представительским принципам, а не анархическим). После второго лионского восстания 1834-го года мютюэлизм ограничивается реформистскими начинаниями.
Французский социолог Эмиль Дюркгейм находился под влиянием идей мютюэлизма.